# Grüne Stadt

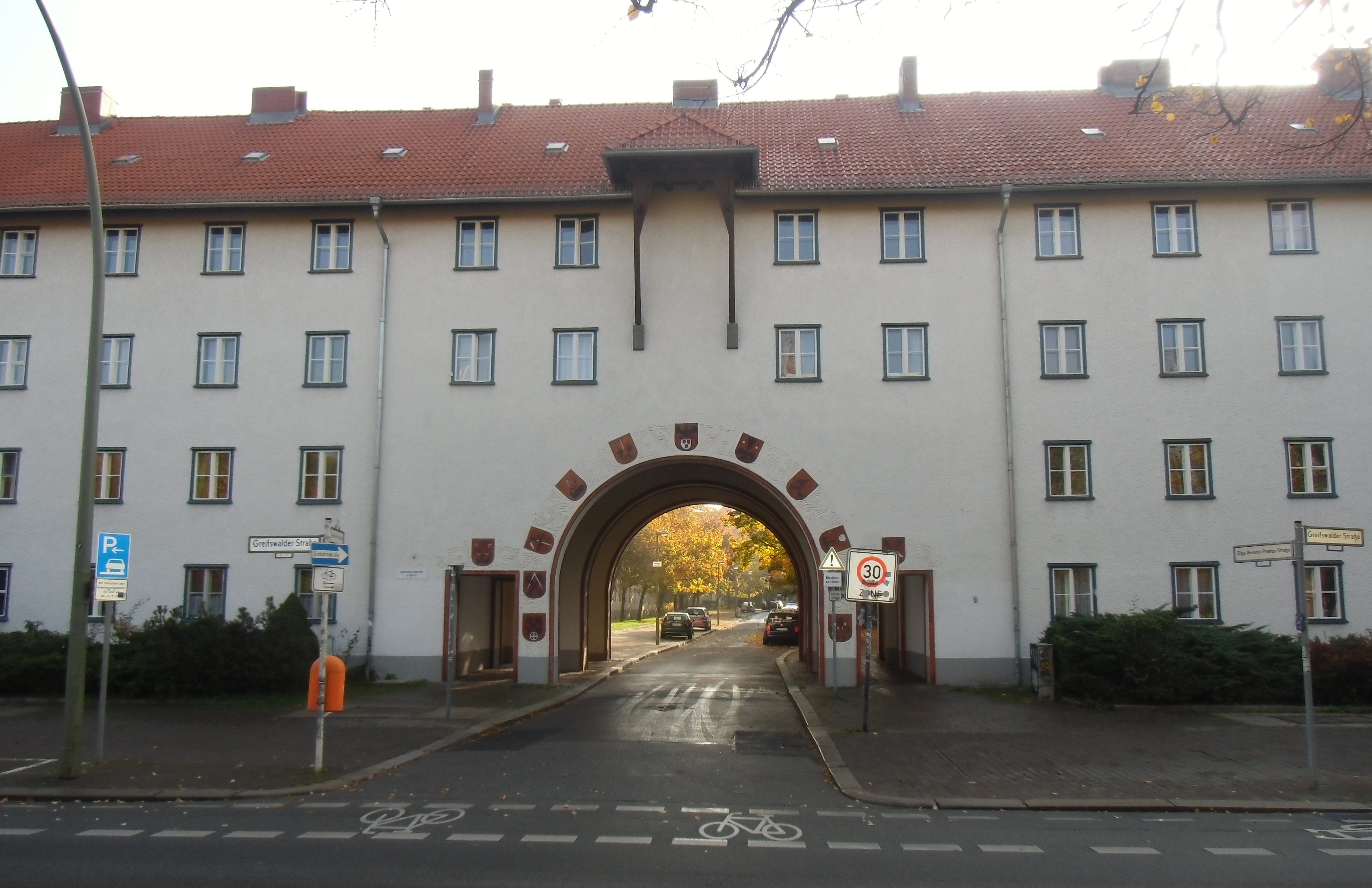
Block 55 und 56 von der Greifswalder Straße

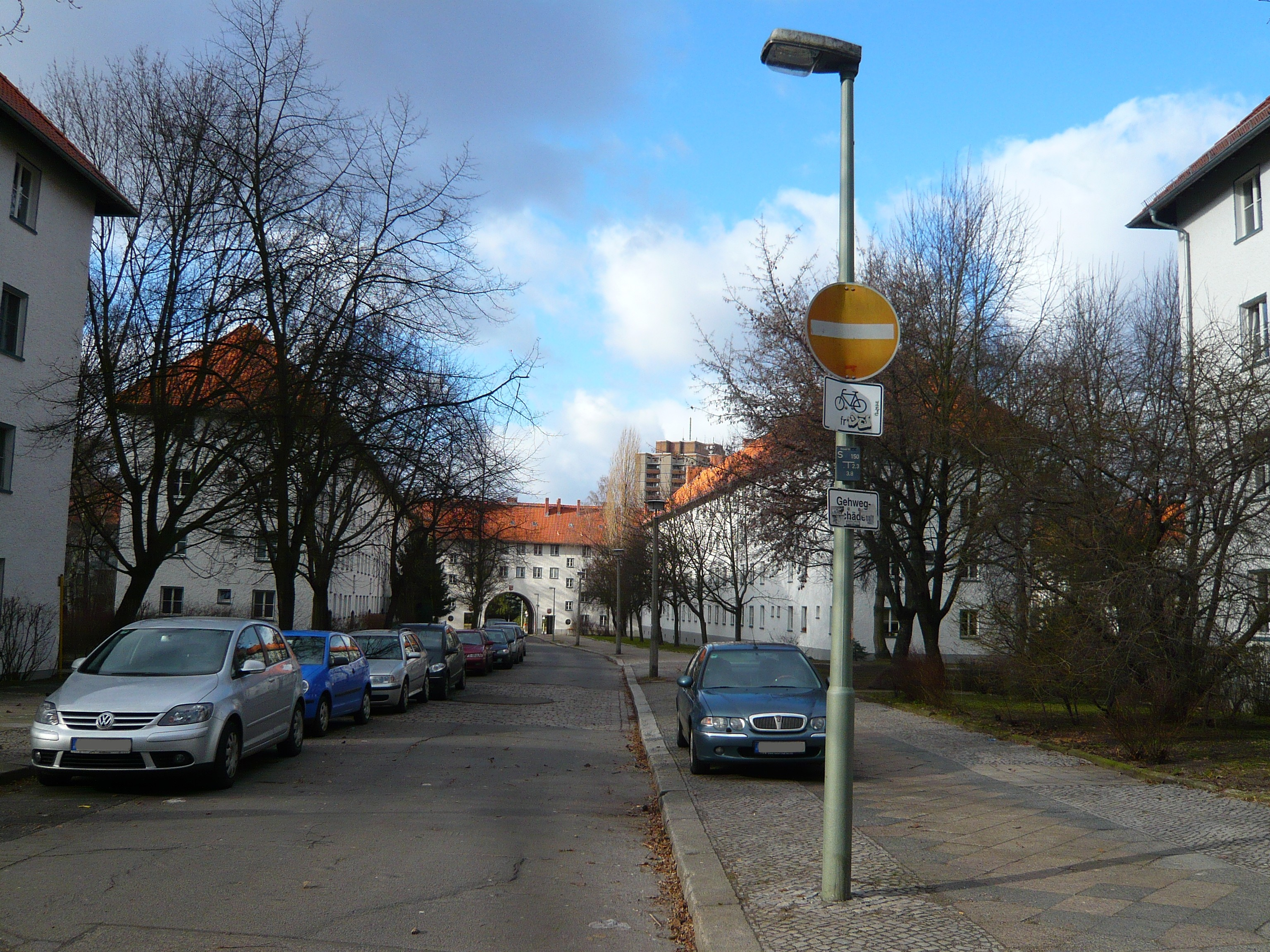
Blick von der Eugen-Schönhaar-Straße zum Torhaus an der Greifswalder Straße

Die Grüne Stadt ist ein Wohnensemble in der gleich benannten Ortslage im Berliner Bezirk Pankow, Ortsteil Prenzlauer Berg.
Angeregt von der Gartenstadt-Bewegung wurde beim Bau der Wohnkarrees mehr Stadtgrün zwischen den und um die Wohnblöcke vorgesehen, im Gegensatz zum bis dahin wenig begrünten, dicht bebauten sonstigen Innenstadtbezirk.

## Lage
Die Grüne Stadt entstand mit Planungen der 1920er Jahre zur Besiedlung des Gebiets nördlich der dichten Innenstadtbebauung von Prenzlauer Berg, die in den Gründerzeiten seit 1870 dicht mit Mietskasernen ohne nennenswertes Grün errichtet wurde. Im erweiterten Sinne wird die Stadtfläche zwischen Danziger, Greifswalder Straße, Ringbahn und Kniprodestraße zusammengefasst. Die zentrale Straße in Nord-Süd-Richtung ist der nördliche Abschnitt der Bötzowstraße. Mit dem Projekt „Stadtumbau Ost“ geriet dieses Viertel mit Bauten der 1930er Jahre wieder ins Blickfeld der Stadtplaner. In der Systematik der „Lebensweltlich orientierten Räume (LOR) - Planungsräume“ wird die beschriebene Ortslage als „Anton-Saefkow-Park“ notiert. Die angrenzenden Planungsräume sind von Westen beginnend im Uhrzeigersinn die „Räume“ (mithin Viertel) Thälmann-Park, Erich-Weinert-Straße, Greifswalder Straße (intern auch Mühlenviertel), Volkspark Prenzlauer Berg, Conrad-Blenkle-Straße, Barnimkiez, Bötzowstraße, Winsstraße.
Die Lage der Grünen Stadt wird durch folgende Randlinien begrenzt.
- Der Anton-Saefkow-Park bildet den Abschluss nach Norden. Er wurde 1955 geschaffen aus dem 1948–1950 aufgeschütteten Trümmerberg der „Toten Stadt“. Außer Erholungsgebiet der Anwohner ist es die lärmmindernde Grünzone zur Eisenbahntrasse der Ringbahn und der auf dem ehemaligen Güterbahnhof liegenden Gewerbefläche.
- Südlich begrenzt die Danziger Straße, mit dem anschließenden Bötzowviertel und dem Arnswalder Platz.
- Die im Westen liegende Ausfallstraße B 2 trennt vom gegenüberliegenden Ernst-Thälmann-Park, auf dessen Fläche bis in die 1960er Jahre das Gaswerk mit entsprechender Geruchsbelastung lag.
- Im Osten grenzt die nach dem Hobrecht-Plan von 1862 ursprünglich durch Weißensee als Ausfallstraße nach Bernau vorgesehene Kniprodestraße. Östlich davon liegt die Wohnbebauung der 1950er Jahre um die Conrad-Blenkle-Straße mit dem Velodrom zur Landsberger Allee hin.

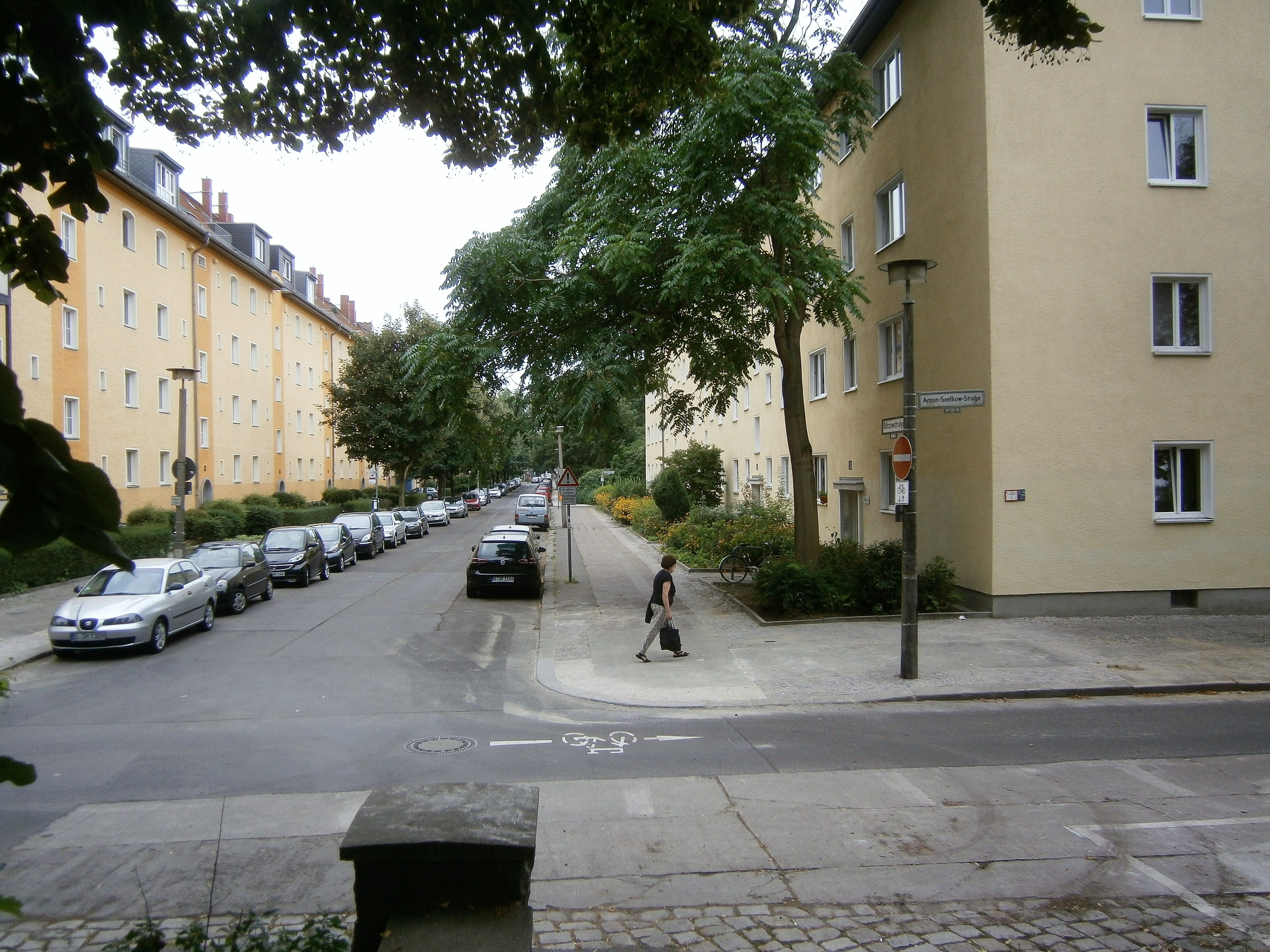
Bötzowstraße vom Volkspark aus

Zum System der Grünen Hauptwege Berlins gehörend kreuzen sich der Innere Parkring (Nummer 18), der hier Friedrichshain und Pankow verbindet, und der Hönower Weg (Nummer 7), der hier vom Volkspark Friedrichshain zum Volkspark Prenzlauer Berg führt.

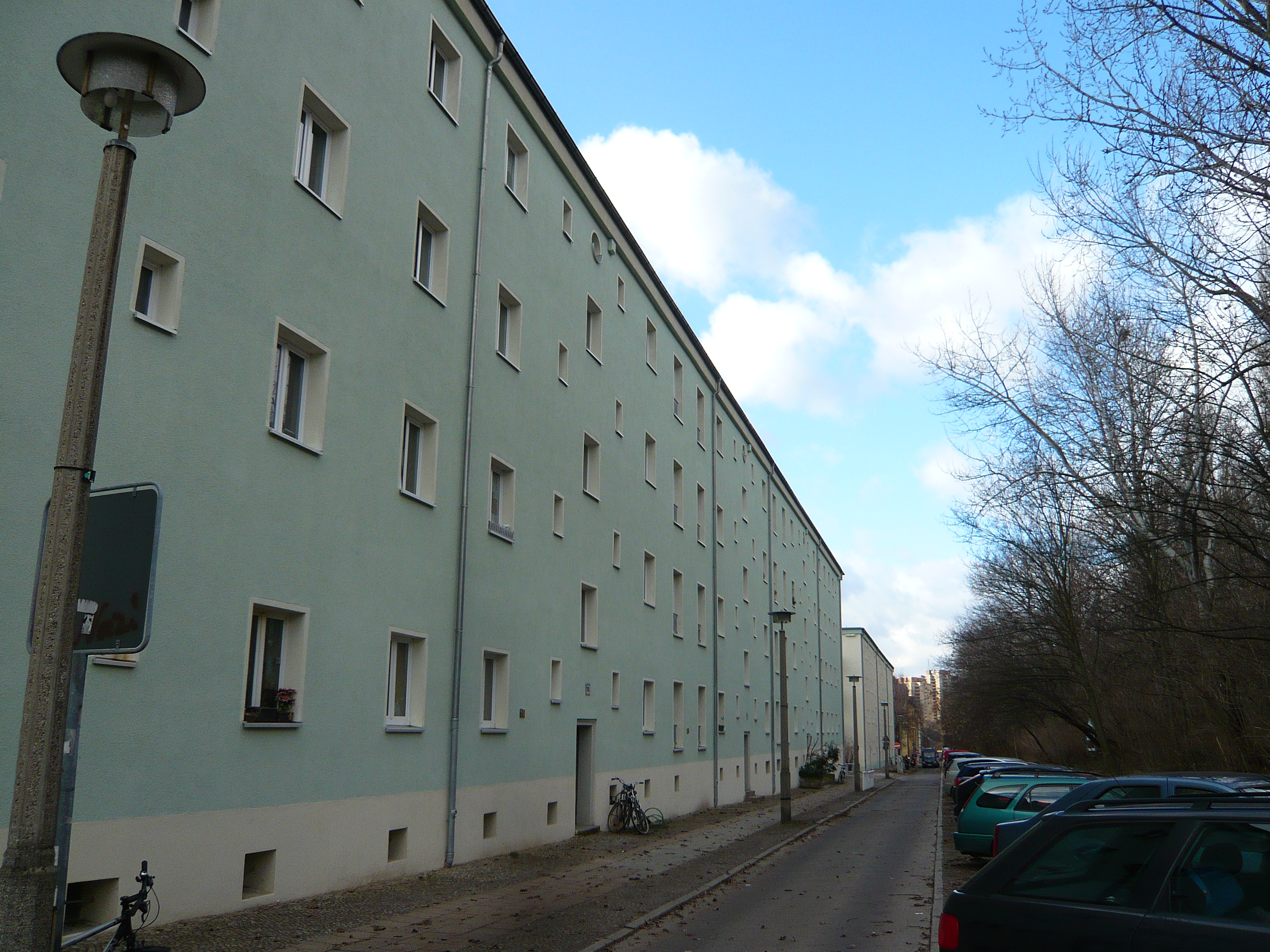
Anton-Saefkow-Straße von der Kniprodestraße

### Straßen und Plätze
Die Straßennamen nach Gebieten mit preußischem Bezug in den seit 1945 polnischen Gebieten wurden (vorzugsweise 1974) vom Ost-Berliner Magistrat durch Namen nach antifaschistischen Widerstandskämpfern ersetzt.
- östlich und westlich begrenzend
  - Greifswalder Straße: Zur Straße gehören in der Ortslage die Grundstücke 48–80L (fortlaufend) an der Ostseite. Die Nummer 80A–80L sind Gewerbeobjekte nördlich der Anton-Saefkow-Straße bis an die Bahnlinie auf ehemaligen Güterbahnhofsgelände.
  - Kniprodestraße (1974 bis 1995 als Artur-Becker-Straße): Zur Ortslage gehören an der Westseite die Grundstücke 111A–97 mit Wohnhäusern bebaut. Die 190 m am Volkspark sind nicht im Nummernsystem.
- südlich begrenzend
  - Danziger Straße (1950 bis 1995 als Dimitroffstraße): Zur Ortslage gehören an der Nordseite die Grundstücke 179–119 (ungerade).
- Ost-West durchgehend
  - John-Schehr-Straße (bis 1974 Kurische Straße). Die Grundstücke der Straße sind mit 1–73 (ungerade, Nordseite) und 2–70 (gerade, Südseite) nummeriert.
  - Anton-Saefkow-Straße (bis 1955 Gumbinner Straße): Die Straße ist an der Südseite mit Wohnhäusern bebaut auf den Grundstücken sind 2–70 (gerade). Die Gärtnerei auf 27 und 33 liegt im Park.
- Südwest nach Nordost (teilweise aus vom Friedrichshain kommend)
  - Bötzowstraße: (bis 1936 hieß der zum Quartier gehörende Straßenabschnitt Trakehner Straße). Sie liegt (am Friedrichshain beginnend) zwischen Danziger Straße und Volkspark / Anton-Saefkow-Straße im Viettel. Die Grundstücke in der Ortslage sind mit 55–89 (ungerade, Westseite) und 54–88 (gerade, Ostseite) nummeriert.
  - Hans-Otto-Straße (bis 1974 Braunsberger Straße): Der Abschnitt von Danziger bis zur John-Schehr-Straße ist mit 49–53 (ungerade, Westseite) und 50–60 (gerade, Ostseite) nummeriert. Der Beginn liegt Am Friedrichshain / Käthe-Niederkirchner Straße.
  - Werner-Kube-Straße (bis 1974 Pregelstraße). Sie liegt 60 m östlich versetzt zum Straßenzug der Hans-Otto-Straße mittig im Wohnkarree (Block 609/608 westlich, 644/641 östlich) von John-Schehr-Straße zum Volkspark mit den Hausnummern 5–19 (ungerade, Westseite) und 2–20 (gerade, Ostseite) nummeriert.
- Wohnkarrees westlich der Bötzowstraße
  - Bernhard-Lichtenberg-Straße (bis 1974 Rastenburger Straße[Anm 1]): Mit den Hausnummern 1–11 (fortlaufend ab Greifswalder Straße, Südseite) und 12–23 (rückläufig, Nordseite) nummeriert.
  - Eugen-Schönhaar-Straße (bis 1974 Wehlauer Straße): Sie führt nach Osten schräg im Viertel durchgehend an den Volkspark mit den Grundstücken 1–27 (ungerade, Westseite) und 2–30 (gerade, Ostseite) nummeriert.
  - Olga-Benario-Prestes-Straße (bis 1974 Neukuhrer Straße) Sie liegt zwischen Greifswalder und Egon-Schönhaar-Straße zentral im Karree mit dem Wohnblock 1–13 (ungerade, ab Greifswalder Straße, Nordseite) und 2–12 (gerade, Südseite, 14 unbebaut) nummeriert.
  - Margarete-Walter-Straße (bis 1974 Bartensteiner Straße): Sie liegt im Winkel zwischen Anton-Saefkow- und Bötzowstraße. Ab Bötzowstraße sind die südlichen Grundstücke 1 und 3 unbebaute Grünflächen und nach Nord zur Anton-Saefkow-Straße liegend an der Westseite die Häuser 5–13 (ungerade). Nordseite von der Bötzowstraße steht der Block 2–10 (gerade) und um die Ecke 12 und 14 mit Anschluss an den Block der Anton-Saefkow-Straße 34/36.

- Wohnkarree zwischen Bötzow- und Kniprodestraße östlich der Bötzowstraße
  - Heinz-Kapelle-Straße (bis 1974 Goldaper Straße): Sie liegt südlich der John-Schehr-Straße mittig mit den Häusern 5–11 (ungerade, nördlich) und 2–12 (gerade, südlich).
  - Rudolf-Schwarz-Straße (bis 1974 Ermländische Straße): Sie ergänzt das nördlich der John-Schehr-Straße liegende Wohnkarree. Mittig mit den Wohnblöcken 1–15 (ungerade, nördlich) und 2–16 (gerade, südlich) an die Walter-Kube-Straße und weiter 17–35 sowie 18–32 an die Häuser der Kniprodestraße 102 bzw. 103. Dabei bilden 25/25A und 27/27A an der Nordseite und 24/24A mit 26/26A Durchgänge über den Wohnhof zu symmetrischen Wohnhaustoren an der Anton-Saefkow- (62A zu 64A) und der John-Schehr-Straße (63A zu 65A).

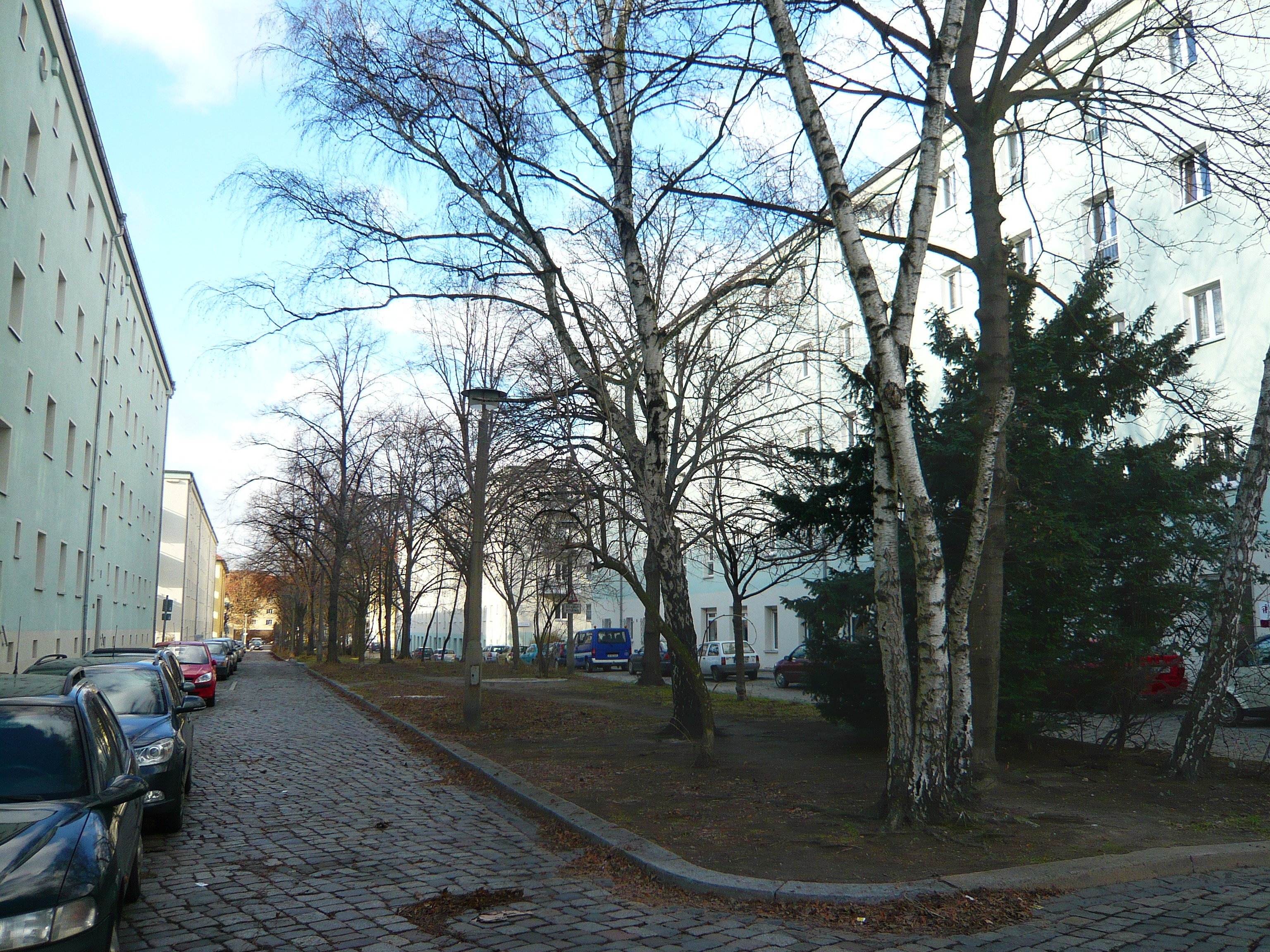
Rudolf-Schwarz-Straße nahe Kniprodestraße

### Einteilung für die Stadt-Statistik
Für die unterschiedlichen Planungsaufgaben wird neben dem RBS-Geoportal (regionales Bezugs-System) in Berlin und somit für den Bezirk Pankow unterschiedlich klassifiziert.
- Für statistische Auswertungen, die sich an den Straßen und den Quartieren und Vierteln orientieren, gehört die Ortslage zum Gebiet 118. Dieses wird nach Lagen in Blöcke unterteilt, diese sind teilweise noch weiter untergliedert.[4] In dieser Block-Systematik sind die Kniprode-, Danziger und Greifswalder Straße als Hauptstraßen ausgelegt und zudem die Abschnitte der Straßenbahnwendeschleife in der Hans-Otto- und John-Schehr-Straße. Alle anderen Verkehrswege im öffentlichen Raum sind als Nebenstraßen kategorisiert.
  - Block 34: Eugen-Schönhaar-Straße 18–30 (gerade), John-Schehr-Straße 23–35 (ungerade), Margarete-Walter-Straße 1–13 (ungerade), dessen Ostseite ist die Bötzowstraße ohne Grundstücksnummer (an der Kita). Dabei ist die Wohnbebauung als Teilblock 1 und Schule und Kita als (statistischer) Teilblock 34/2 gegliedert.

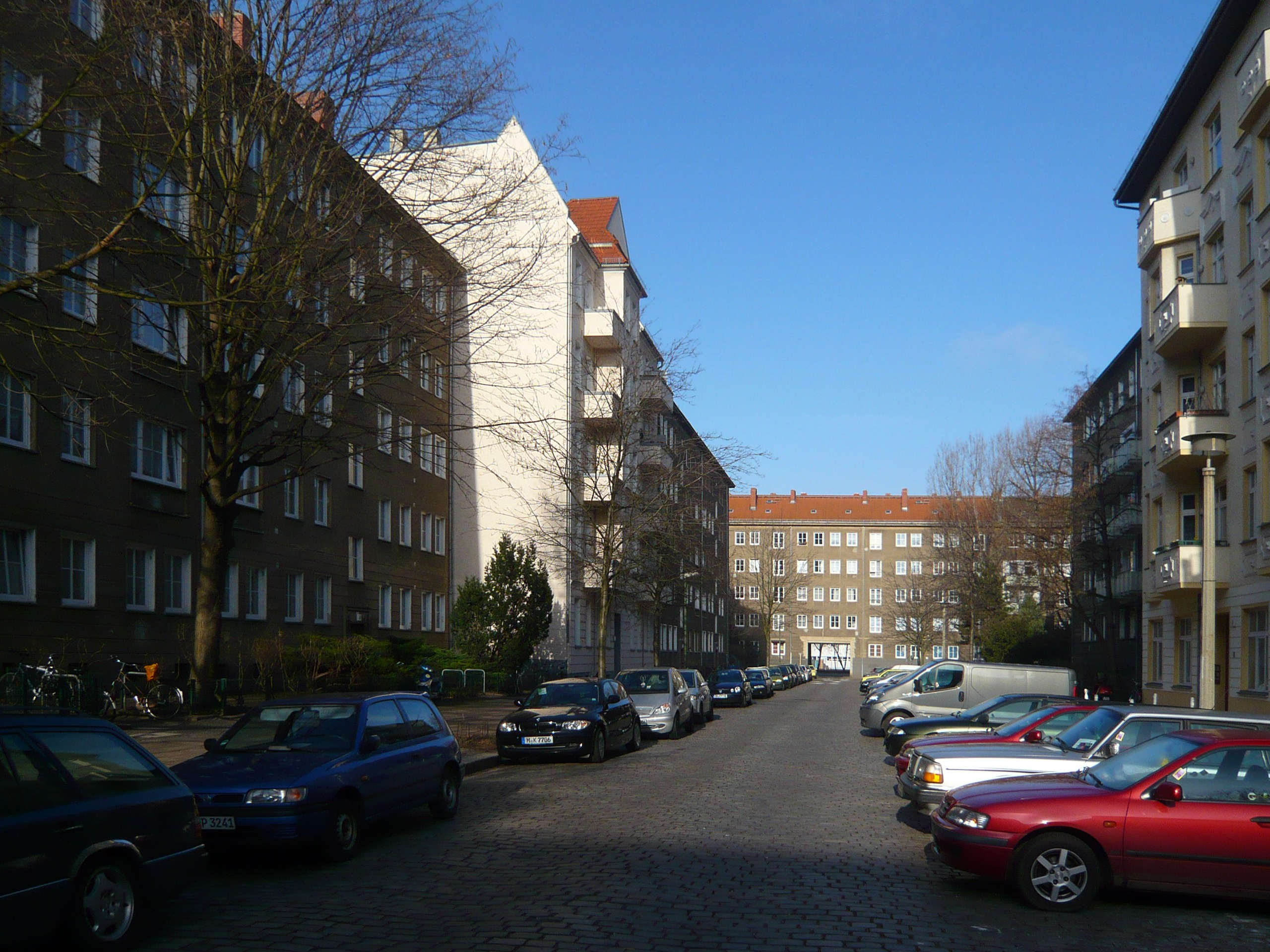
Heinz-Kapelle-Straße zur Durchfahrt Hans-Otto-Straße, links Block 606 und rechts Block 607

- - Block 35: liegt in der Nordostecke von 34: Anton-Saefkow-Straße 34, 36, Bötzowstraße 83–89 (ungerade), Margarete-Walter-Straße 2–14.
  - Block 36: Bernhard-Lichtenberg-Straße 20–23 (fortlaufend), Eugen-Schönhaar-Straße 5–9 (ungerade), Greifswalder Straße 50, 51, John-Schehr-Straße 2–18 (gerade).
  - Block 37: Bernhard-Lichtenberg-Straße 12–19 (fortlaufend), Bötzowstraße 63, Eugen-Schönhaar-Straße 6, 6A, 8, John-Schehr-Straße 20–36.
  - Block 38: Bernhard-Lichtenberg-Straße 1, 2, 3, Danziger Straße 119–127 (ungerade), Eugen-Schönhaar-Straße 1, 3, Greifswalder Straße 48, 49.
  - Block 39: Bernhard-Lichtenberg-Straße 4, 4A, 5B, 5C, 6A–6D, 7–11, Danziger Straße 129–147 (ungerade), Eugen-Schönhaar-Straße 2, 4.
  - Block 41: Anton-Saefkow-Straße 54–70, Kniprodestraße 97–102 (fortlaufend), Rudolf-Schwarz-Straße 17–35, Werner-Kube-Straße 1–20.
  - Block 42: Bötzowstraße 54, 56, Danziger Straße 153–159A, Hans-Otto-Straße 49, 51, 53, John-Schehr-Straße 38 (in Breite der Schule).
  - Block 44: John-Schehr-Straße 55–73 (ungerade), Kniprodestraße 103–108 (fortlaufend), Rudolf-Schwarz-Straße 18–32, Werner-Kube-Straße 2–10.
  - Block 45: Anton-Saefkow-Straße 2–26, Eugen-Schönhaar-Straße 19–27, Greifswalder Straße 57–62 (fortlaufend), Olga-Benario-Prestes-Straße 1–13.
  - Block 46: Eugen-Schönhaar-Straße 11–17 (ungerade), Greifswalder Straße 52–56 (fortlaufend), John-Schehr-Straße 1–21, Olga-Benario-Prestes-Straße 2–14.
  - Block 606: Danziger Straße 161–179, Hans-Otto-Straße 50, 52, 54, Heinz-Kapelle-Straße 2–12, Kniprodestraße 110A–111A.
  - Block 607: Hans-Otto-Straße 56, 58, 60, Heinz-Kapelle-Straße 5–11, John-Schehr-Straße 50–70, Kniprodestraße 109–110.
  - Block 608: Anton-Saefkow-Straße 38–52, Bötzowstraße 78–88, Rudolf-Schwarz-Straße 1–15, Werner-Kube-Straße 13–19
  - Block 609: Bötzowstraße 68–76 (gerade), John-Schehr-Straße 37–53, Rudolf-Schwarz-Straße 2–16, Werner-Kube-Straße 5 und 7.
  - Block 610: Darunter zusammengefasst sind die Gewerbebauten Anton-Saefkow-Straße 27 und 33 (Straßen- und Grünflächenamt: Stützpunkt), sowie Greifswalder Straße 80A und 60B (Bau der ehemaligen VVB Kohle und Energie, jetzt verschiedene Büroräume), 80C, 80E (Centro Italia und anderes Handel und Gewerbe), 80L (Zementmischer und Baufirma HoBa). Diese Grundstücke 80 sind als Teilblock 610/002 zusammengefasst, während der Teilblock 001 der Volkspark mit dem Gärtnerstützpunkt ist.
  - Am Rand der Ortslage befindet sich der statistische Block 108-901 der Bahnfläche mit den Teilblöcken südlicher Randbereich von bahneigenem Gelände als 001, der Gleisbereich 003, der S-Bahnhof als 004. Der Teilblock 108-901/2 liegt bereits jenseits der Kniprodestraßenbrücke an den Bahnhof Landsberger Allee hin.

- Durch die LOR-Systematik (Lebensweltlich orientierte Räume) wurde beabsichtigt Homogenität bei gleichzeitiger Wahrung einer Vergleichbarkeit der Planungsraumeinheiten zu erreichen.[5] In dieser Systematik gehört die Ortslage zum Prognoseraum (Ebene 3) 06 Nördlicher Prenzlauer Berg, der Bezirksregion (Ebene 2) 14 Prenzlauer Berg Ost und dem Planungsraum (Ebene 1) 34 Anton-Saefkow-Park.[6]

## Geschichte

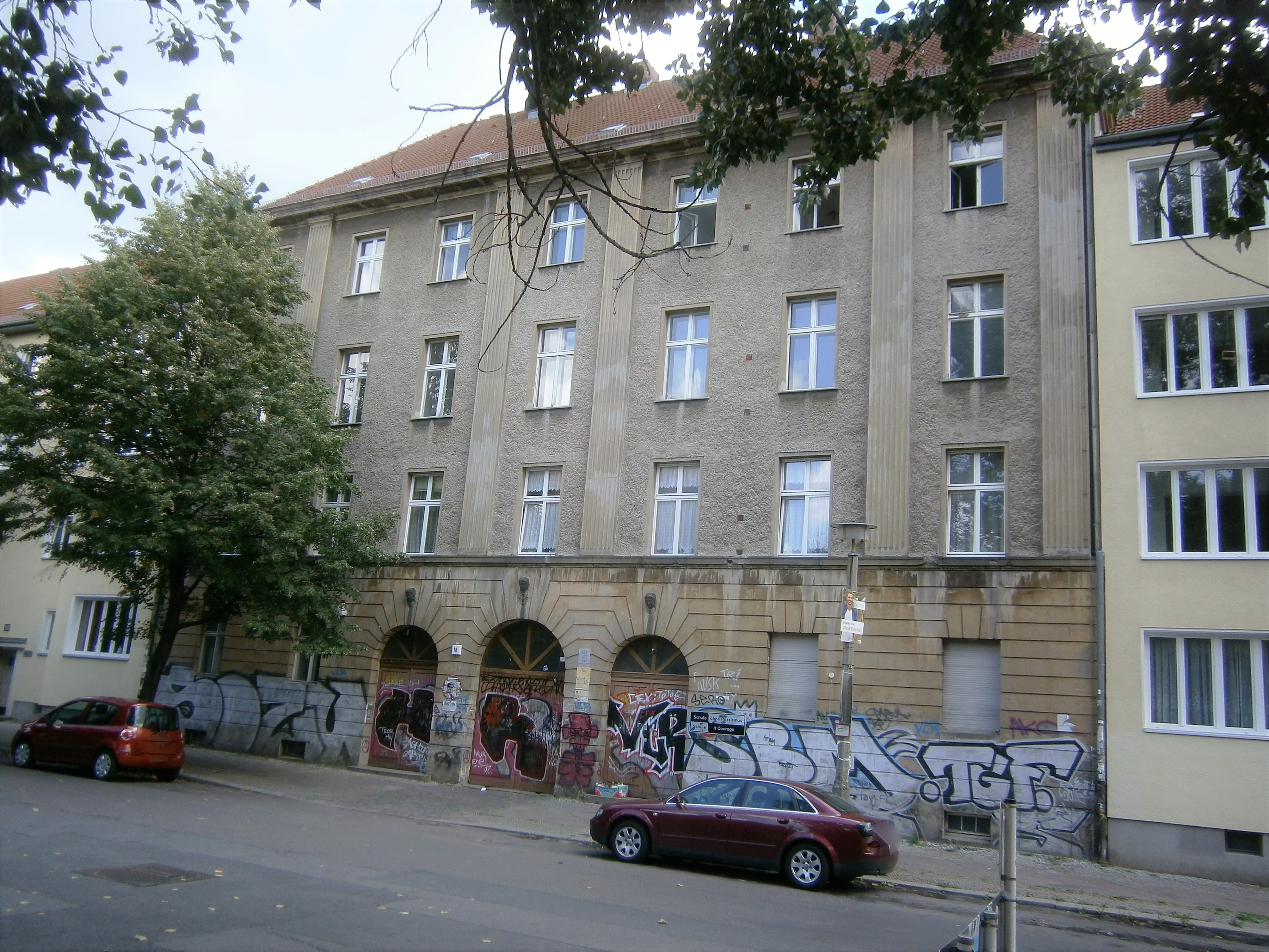
Schulgebäude von 1914, jetzt „Felix-Mendelssohn-Bartholdy-Schule“, Ludwig Hoffmann zugeschrieben

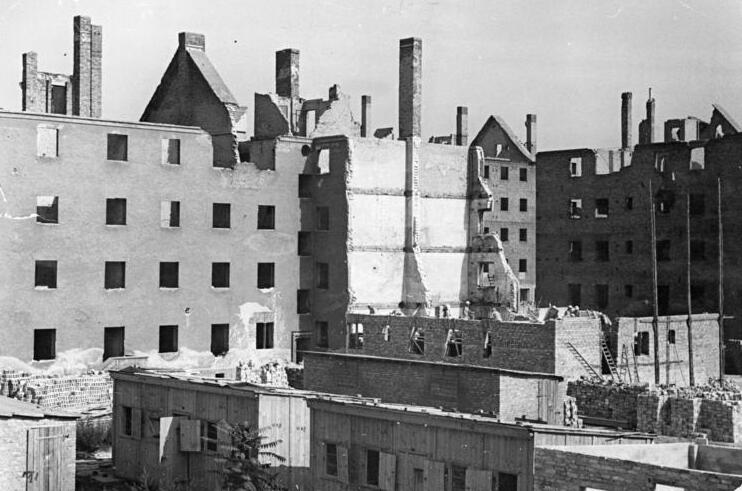
Die „Tote Stadt“

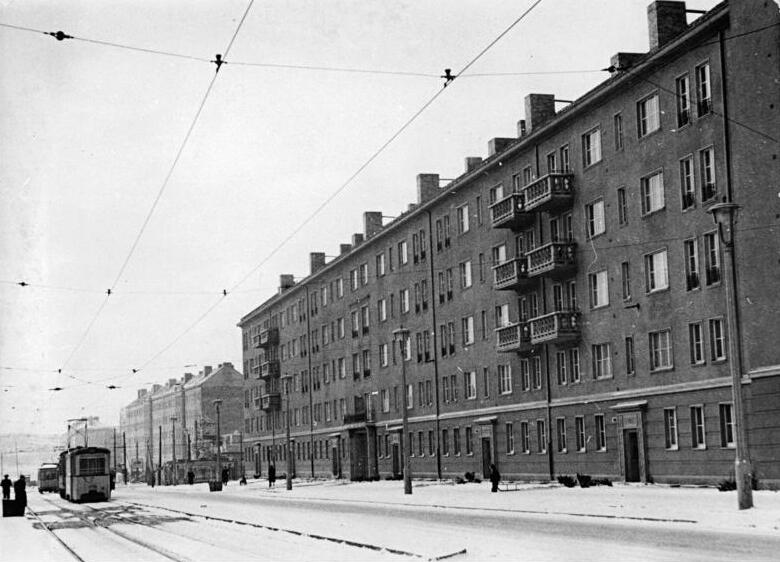
Neubau an der Kniprodestraße Ecke Braunberger Straße (1956)

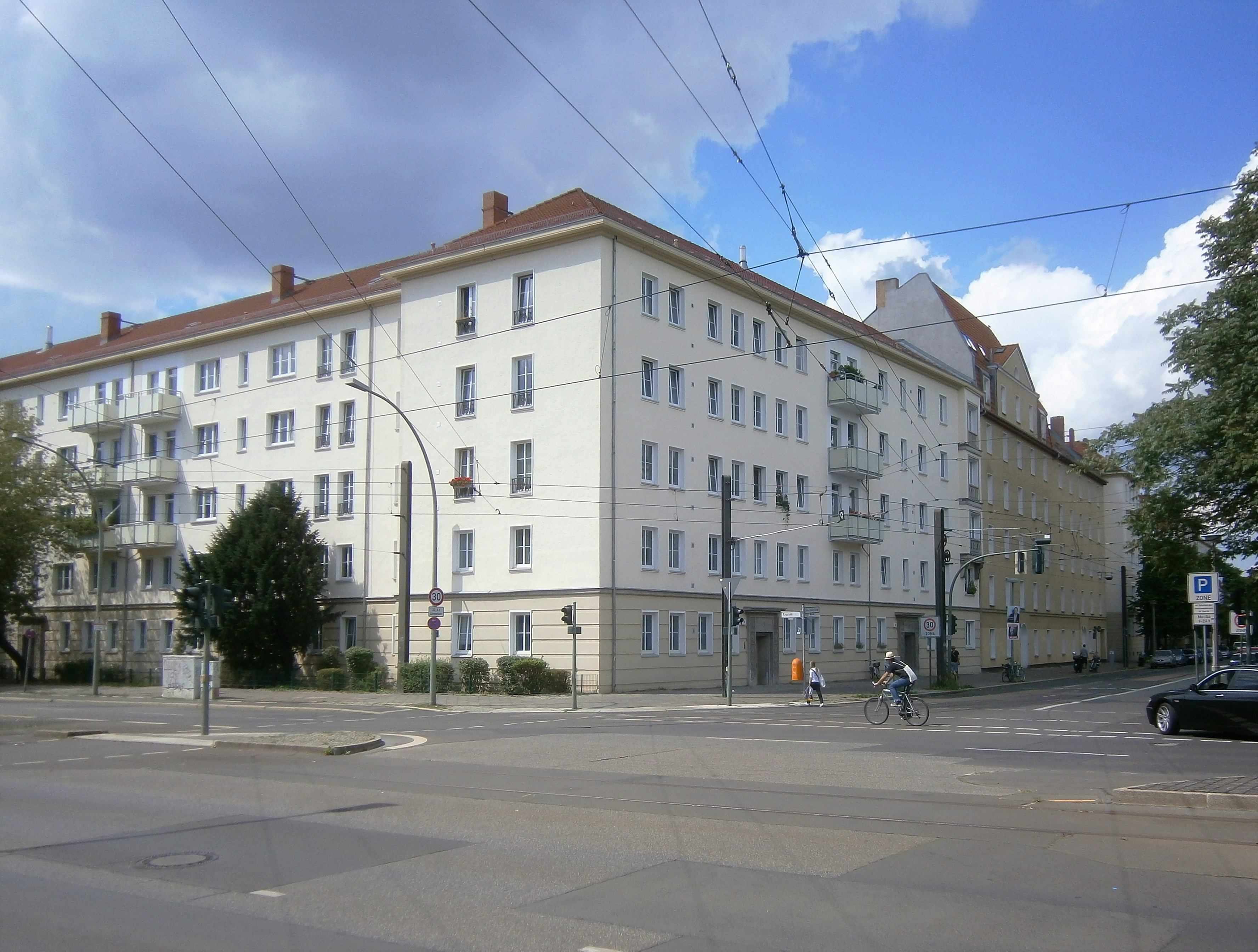
Bebauung der Kniprode-/ John-Schehr-Straße 2016

Das von der Grünen Stadt bedeckte Gebiet (zu Berlin NO 55) und weiter zur Weichbildgrenze nach Weißensee war bis 1900 landwirtschaftliche Nutzfläche. Diese befand sich einschließlich der weiteren Umgebung seit ungefähr 1700 im Besitz der Familie Bötzow. Die Besiedlung vom Berliner Stadtkern erfolgte an den Ausfallstraßen entlang. So wurde 1910 die Elbinger Straße (→ Danziger Straße) erreicht. Das Adressbuch von 1910 benennt für deren Nordseite Lager-, Kohlen- und Stätteplätze auf den Grundstücken 36–70 (fortlaufend). Die Bebauung begann 1911, zunächst wurden die Grundstücke entlang der Elbinger Straße – neu nummeriert 35–58 – mit Mehrparteien-Miethäusern bebaut, mit Quergebäuden waren die Innenhöfe 10 m × 20 m groß. Die Mietshäuser haben 14 bis 20 Wohnparteien. Die Braunsberger Straße ist zwischen Nummer 42 und 43 nördlich der Elbinger Straße angelegt und kreuzt Goldaper (Straße 7a) und Kurische Straße (Straße 7b). Die Trakehner Straße mit Neubau und Baustellen beginnt zwischen 46/47, zwischen 55/56 beginnt die Wehlauer Straße (vorher 8a, 8b der Abt. XIII) mit Neubauten über die Rastenburger zur Kurischen Straße im Adressbuch 1912 vermerkt. Die Rastenburger Straße ist nicht bebaut und die Kurische Straße wird 1911/1912 bebaut (Neubau und Baustellen). Bauherren waren die Bauges. Berlin Nordost G.m.b.H. (Charlottenburg), die Bau- u. Terrain Akt.Ges. Phönix (Charlottenburg) und einzelne Architekten. Die Greifswalder Straße ist an der Ostseite von der Elbinger zur Rastenburger Straße 1912 bebaut und an die Kurische Straße mit einem Neubau angegeben, die Grundstücke zur Ringbahn gehören weiterhin den Gilka-Bötzowschen Erben mit Lagerplätzen und Stätteplatzen von Bauunternehmen. Die Kniprodestraße liegt zwischen Am Friedrichshain / Virchowstraße über die Ringbahn zur Weißenseer Feldmark. An der Westseite von Ringbahn bis Kurische Straße mit Stätte- und Kohlenplatz, zur Goldaper Straße mit Neubau und Mietshaus und von da mit zwei Mietshäusern zur Elbinger Straße bebaut.
Erster Weltkrieg und Einflüsse der Inflation haben die weitere Bebauung verzögert. Das Adressbuch 1915 zeigt bereits nördlich der Kurischen Straße die Lage der Bartensteiner, Braunsberger, Gumbinner, Labtauer, Lycker und Pregelstraße und des Kurischen Platzes (vorher Platz BI). Die Ermländische Straße fehlt 1915 und auch 1921, da die Pregelstraße durchgehend zwischen Greifswalder und Kniprodestraße als nördliches Ende von Wehlauer, Trakehner und Labtauer Straße projektiert war. Im Verwaltungsbezirk Prenzlauer Berg des 1920 gebildeten Groß-Berlin ist die Mietshausbebauung bis an die Kurische Straße (→ John-Schehr-Straße) ausgeführt. Nördlich der Kurischen Straße war zur schulischen Versorgung der Kinder am (damaligen) Ende der Wehlauer Straße (→ Eugen-Schönhaar-Straße) die 230. und 248. Volksschule und die 7. Hilfsschule gebaut worden. Die projektierten Straßen sind im Adressbuch 1921 benannt mit Lagebild, aber unbebaut aufgenommen.
Am Ende der 1930er Jahre kamen Wohnbauten bis zur Gumbinner Straße (→ Anton-Saefkow-Straße) hinzu. Die Nutzung dieser Planungsflächen bestand zwischen 1919 und 1938 vorrangig in Kleingartenkolonien. Diese vor Beginn des Kriegs erbauten Wohnblöcke sind dem sozialen Gedanken der Gartenstadtbewegung und Bauhausarchitektur verpflichtet. Es wurden 1800 Wohnungen für kleine und mittlere Beamte nach Entwürfen von Architekt Werner Harting 1938–1939 errichtet. Der Bauherr war die Gemeinnützige Siedlungs- und Wohnungsbaugesellschaft Berlin m.b.H. Die Wohnhöfe zwischen den Straßenrandbebauungen waren bei großzügigem Straßenraster mit Hausabständen von 50 m bis 120 m größer. Von der Greifswalder Straße und auch von der Bötzowstraße wurden Torhäuser (zwischen Greifswalder Straße 56/57, bzw. Bötzowstraße 76/78) nach Osten als Straßenzufahrt der Mittelstraßen gestaltet. Statt des projektierten Kurischen Platzes östlich blieb letztlich westlich ein zentraler Platz an der Bötzowstraße hinter der (nun) 33. und 34. Volksschule frei. In den 1960er Jahren wurde die Kinderkrippe (→ Kita John-Schehr-Straße 35) errichtet. Damit blieb eine baumbestandene Grünfläche erhalten. Im Adressbuch 1940 sind Neubauten aufgeführt.
Im neuen Wohnquartier waren die Gumbinner im Norden und die Kurische Straße im Süden begrenzend von der Greifswalder zur Kniprodestraße durchgehend. Die Nordseite (linke Seite) der Kurischen Straße ist 1940 bereits mit den Wohnhäusern 1–21 der Gemeinnützigen Siedlungs- und Wohnungsbaugesellschaft Berlin bewohnt eingetragen. Die östlich der Wehlauer Straße folgenden sind Neubauten. Für die Gumbinner Straße ist die Nord-(Ost-)Seite (linke Seite) ebenfalls zur Bebauung vorgesehen und als „Baustellen“ notiert. Die rechte Seite ist zwischen Greifswalder und Wehlauer Straße von der Gemeinnützigen Siedlungs- u. Wohnungsbaugesellschaft bebaut und von acht Mietparteien bewohnt. An der im Osten begrenzenden Kniprodestraße enden zwischen Elbinger Straße und Ringbahn die Goldaper, Kurische, Ermländische, Gumbinner Straße.

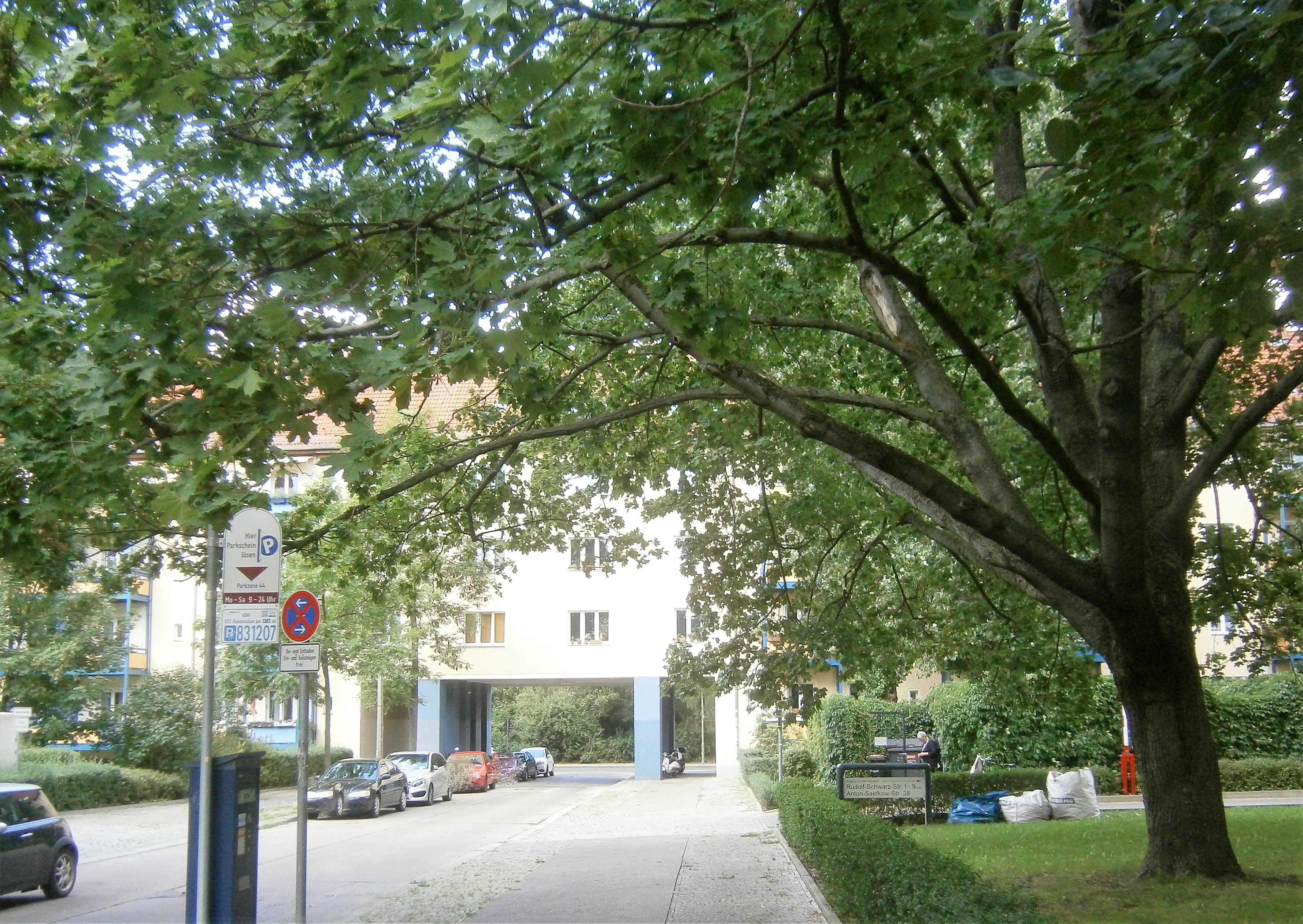
Hausdurchfahrt von der Eugen-Schönhaar- zur Rudolf-Schwarz-Straße

Wohngebäude dieser Ortslage wurden durch Bombenangriffe und Kriegseinwirkungen stark zerstört. Besonders betroffen der Südosten der Wohnlage mit dem Wohnkarree um die Heinz-Kapelle-Straße (damals Goldaper Straße), um 1950 als „Tote Stadt“ benannt. Der Ostteil der 1939er Bauten an der Eugen-Schönhaar-Straße (damals Wehlauer Straße) sowie die Wohnbebauung gegenüber vom Arnswalder Platz auf der Fläche Bötzowstraße 58–64, John-Schehr-Straße 38–44 und Hans-Otto-Straße 49–61, dazu Danziger Straße 159. Nach Beseitigung von Trümmern an Ruinen wurde in den 1950er Jahren die Wiedererrichtung von total zerstörten Wohnhäusern durchgeführt. So wurden die Wohnbauten im Karree Kniprode-, Danziger-, Hans-Otto-, John-Schehr-Straße im Stil der Siedlung von 1938/1939 (der Grünen Stadt) mit erweiterten Grünbereichen um die Heinz-Kapelle-Straße neu aufgebaut. Es entstanden in den 1950er Jahren Wohnkomplexe und Neubauten, es wurden Altbauten neu verputzt. Die Hausdurchfahrt, wie von der Greifswalder zur Olga-Benario-Prestes-Straße wurden für die Heinz-Kapelle-Straße aufgegriffen (Hans-Otto-Straße 54/56, Kniprodestraße 110). Auf der durch Beseitigung der Kriegsruinen entstandenen Freifläche Bötzowstraße 58–64 / John-Schehr-Straße 38/44 wurde zunächst eine Zwischenbebauung  eingerichtet. 1975 entstand die Schule (EOS) entstand als Typenschulbau auf John-Schehr-Straße 38 mit der Turnhalle an der Bötzowstraße.
Jenseits der Gumbinner Straße war eine Gewerbefläche – in den späten 1930er Jahren eine bahneigene Fläche mit Anschluss am Güterbahnhof jenseits der Greifswalder Straße – in den 1940er Jahren als Baureservefläche bis zur Ringbahn verblieben. Freie Flächen wurden bei der Trümmerbeseitigung von Bombenruinen in der Innenstadt 1948 bis 1950 als Trümmerberg beschüttet. Dieser Trümmerberg wurde bis 1955 zu einer Parkfläche saniert. Mit der Notwendigkeit für Ersatz für die im Krieg zerstörten Wohnhäusern geriet Sanierung und Gebäudeerhaltung der Grünen Stadt, wie im gesamten Innenstadtbezirk, in den Hintergrund. Der Bedarf wurde mit der politischen Wende nach 1989 wieder aufgenommen. Der Plan zum Stadtumbau Ost brachte die notwendigen Fördermittel. Bei der Sanierung und Umgestaltung wurde für die Grüne Stadt eine teure Vollmodernisierung der in den 2000er Jahren 60 bis 80 Jahre bestehenden Wohnungen ausgeschlossen. Im Plan war die Erneuerung der Versorgungsleitungen, der Anbau von Balkonen, neue Bäder und das Ersetzen von Ofenheizung.

## Besondere Bebauung
Die Wohnblöcke sind im Karree geführt, viergeschossige, hufeisenförmige Siedlungsbauten um grüne Innenhöfe. Vereinzelt stehen Wäschestangen in den Höfen, Wiesen gesäumt von Bäumen, Spielflächen, teilweise Vorgärten.
- Felix-Mendelssohn-Bartholdy-Schule: Egon-Schönhaar-Straße 18 → Felix-Mendelssohn-Bartholdy-Gymnasium.[35] Das Schulgebäude wurde in den 1920er Jahren als 230. und 248. Gemeindeschule unter Wehlauer Straße 8 erbaut. Mit der GSW-Bebauung von 1938 wurde die Rückseite der 33. und 34. Volksschule in die Bebauung Kurische Straße 31 und 31a zur Bartensteiner Straße 5 als östliche Begrenzung des zentralen Platzes (Kurischer Platz westlich der Bötzowstraße) als Fassadenabschluss einbezogen. Im Ergebnis der Kriegsereignisse gab es an dieser Häuserfront leichte Schäden. In den 1950er Jahren war eine Adressänderung zur Eugen-Schönhaar-Straße 18 mit der Schulbezeichnung 33. und 34. Grundschule, dann mit der DDR-Schulreform 33. und 34. Oberschule. Durch Namensvergabe: 33. Oberschule „Werner Kube“ und 34. Oberschule „Adolf Diesterweg“.
- Turnvater-Jahn-Grundschule: John-Schehr-Straße 38 → Bötzow-Grundschule[36][37] Die entrümmerte Freifläche zwischen Bötzow-, Hans-Otto-, John-Schehr-Straße wurde nach einer Zwischenbebauung in den 1960er Jahren am Ende der 1970er Jahre mit einem Typenschulbau für die Erweiterte Oberschule „Käthe Kollwitz“ (John-Schehr-Straße 38, Turnvater-Jahn-Grundschule → Bötzow-Grundschule) und deren Sporthalle (Bötzowstraße 58) bebaut.
- Kita und Spielplätze[38]

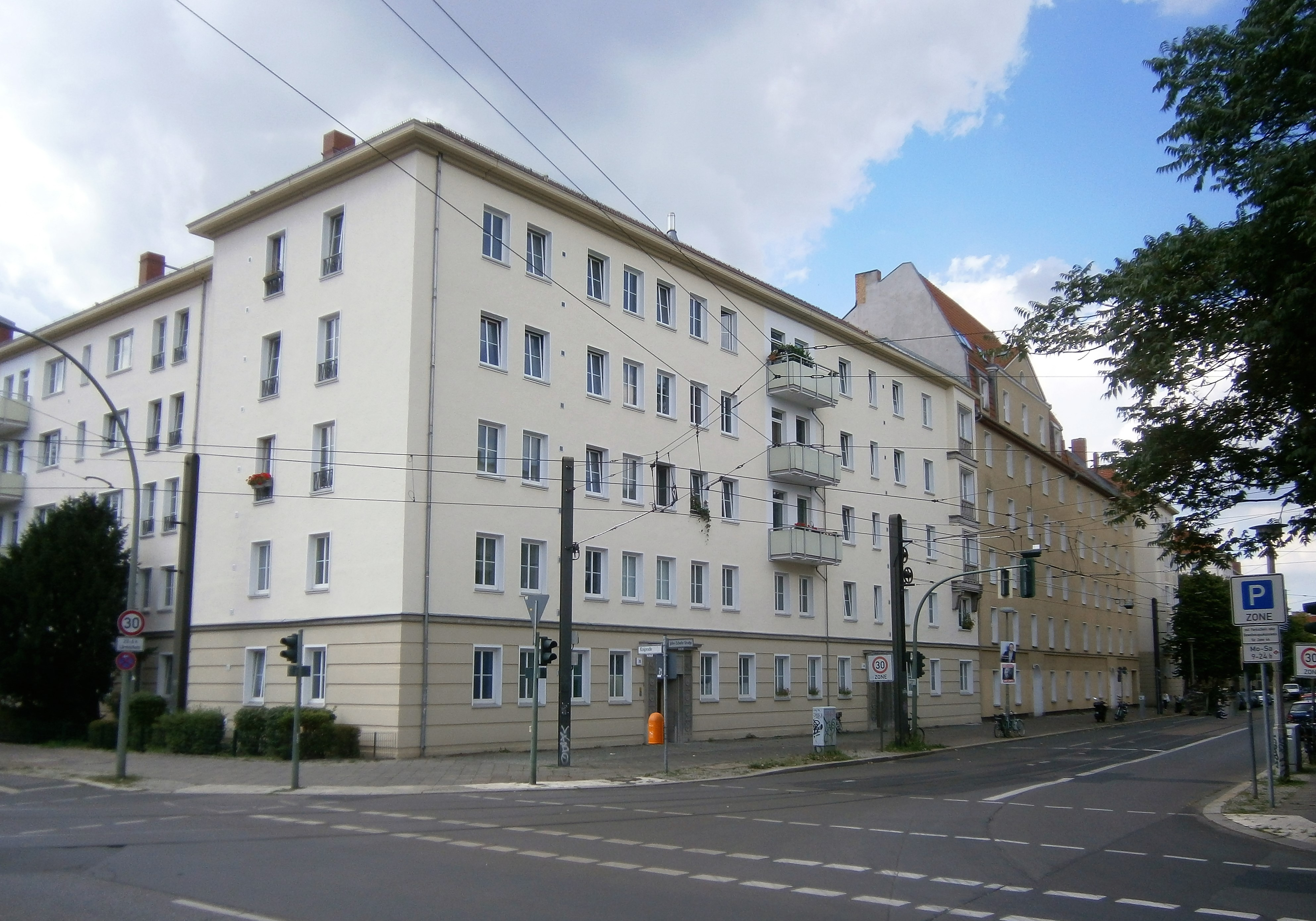
Neubebauung der 1950er Jahre an der John-Schehr-/ Kniprodestraße
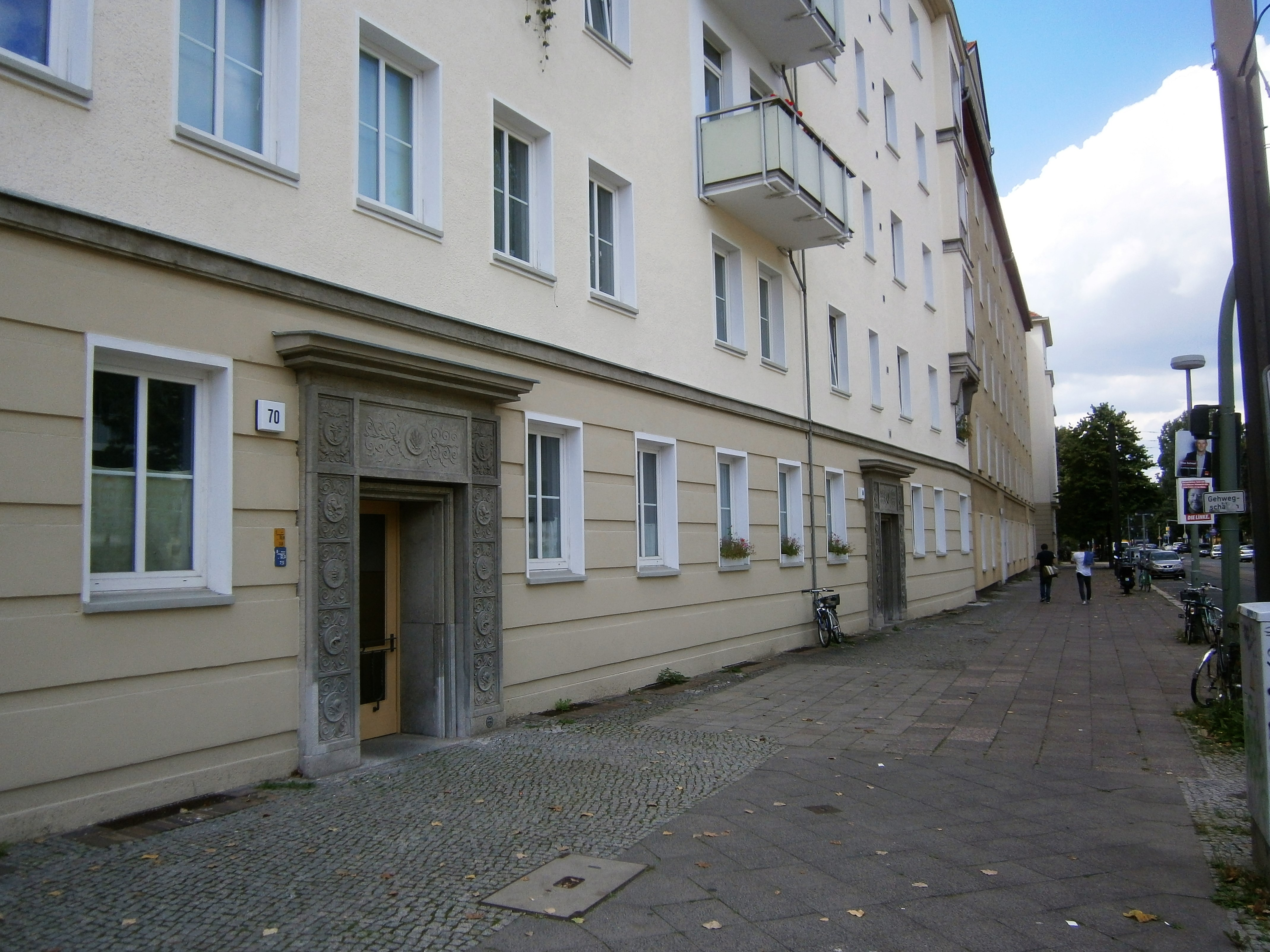
Architekturelement der 1950er Jahre in der John-Schehr-Straße
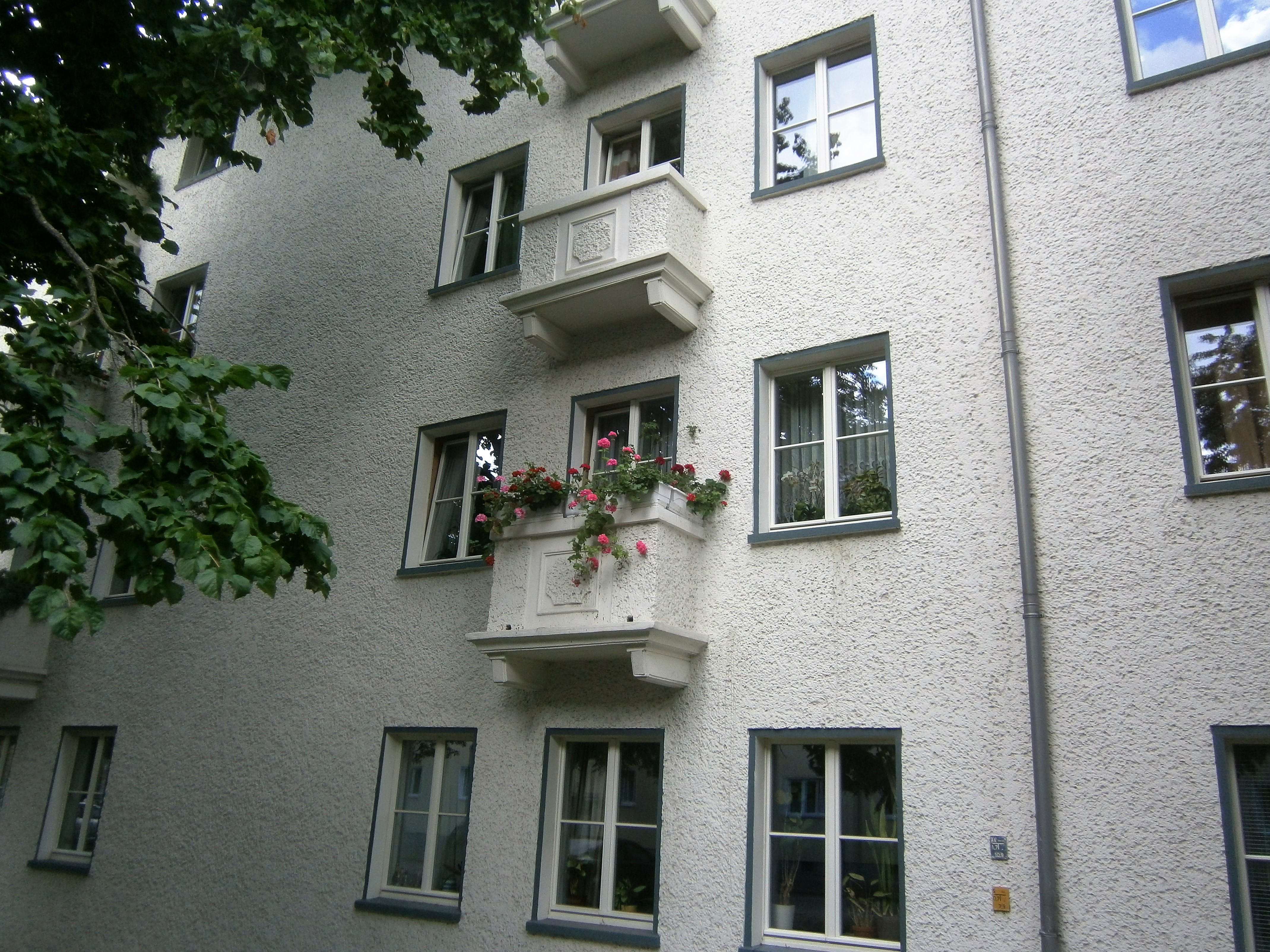
Architekturelement der 1950er Jahre in der Eugen-Schönhaar-Straße
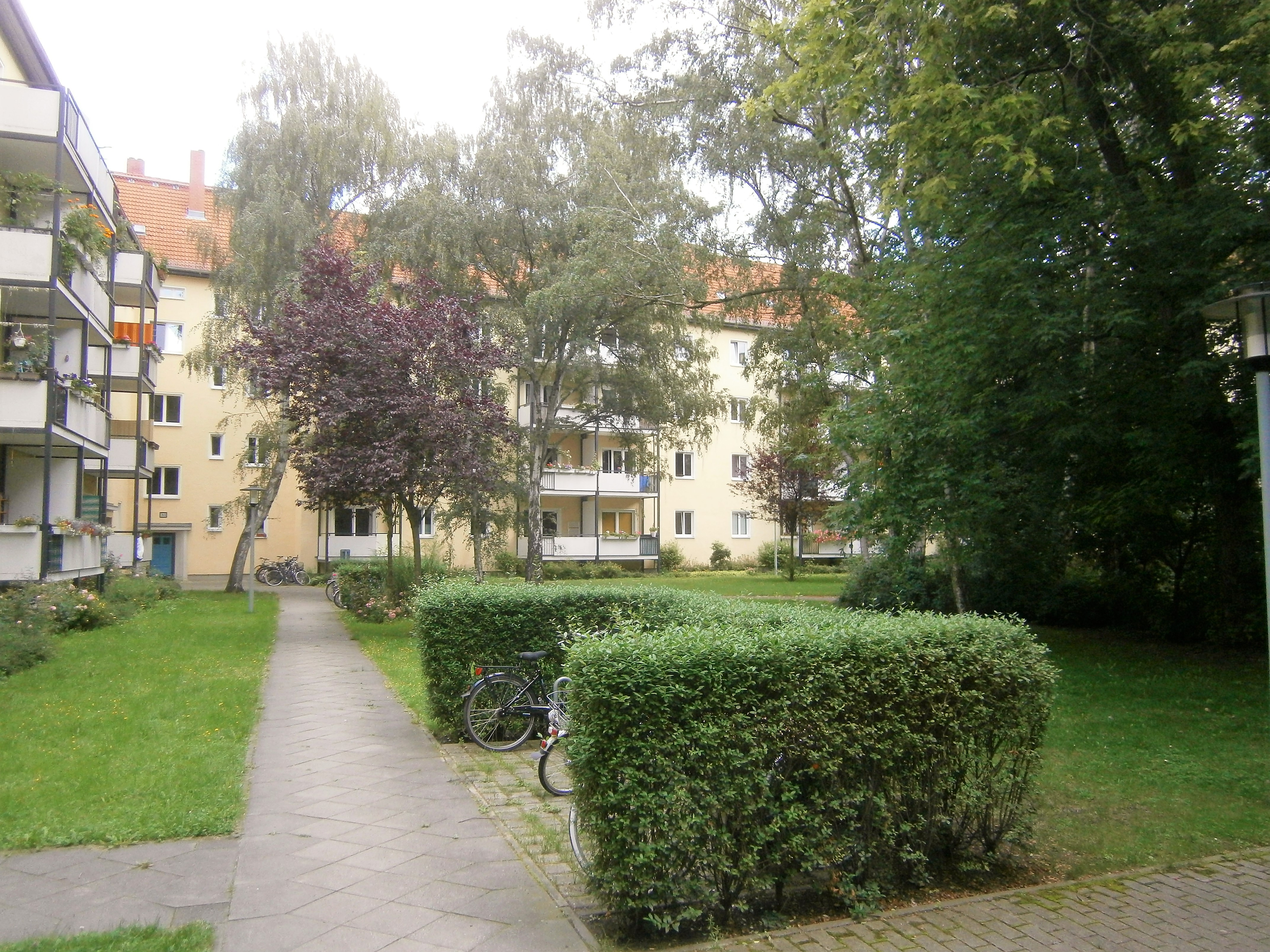
Grüner Innenhof als Kennzeichen der Bebauung
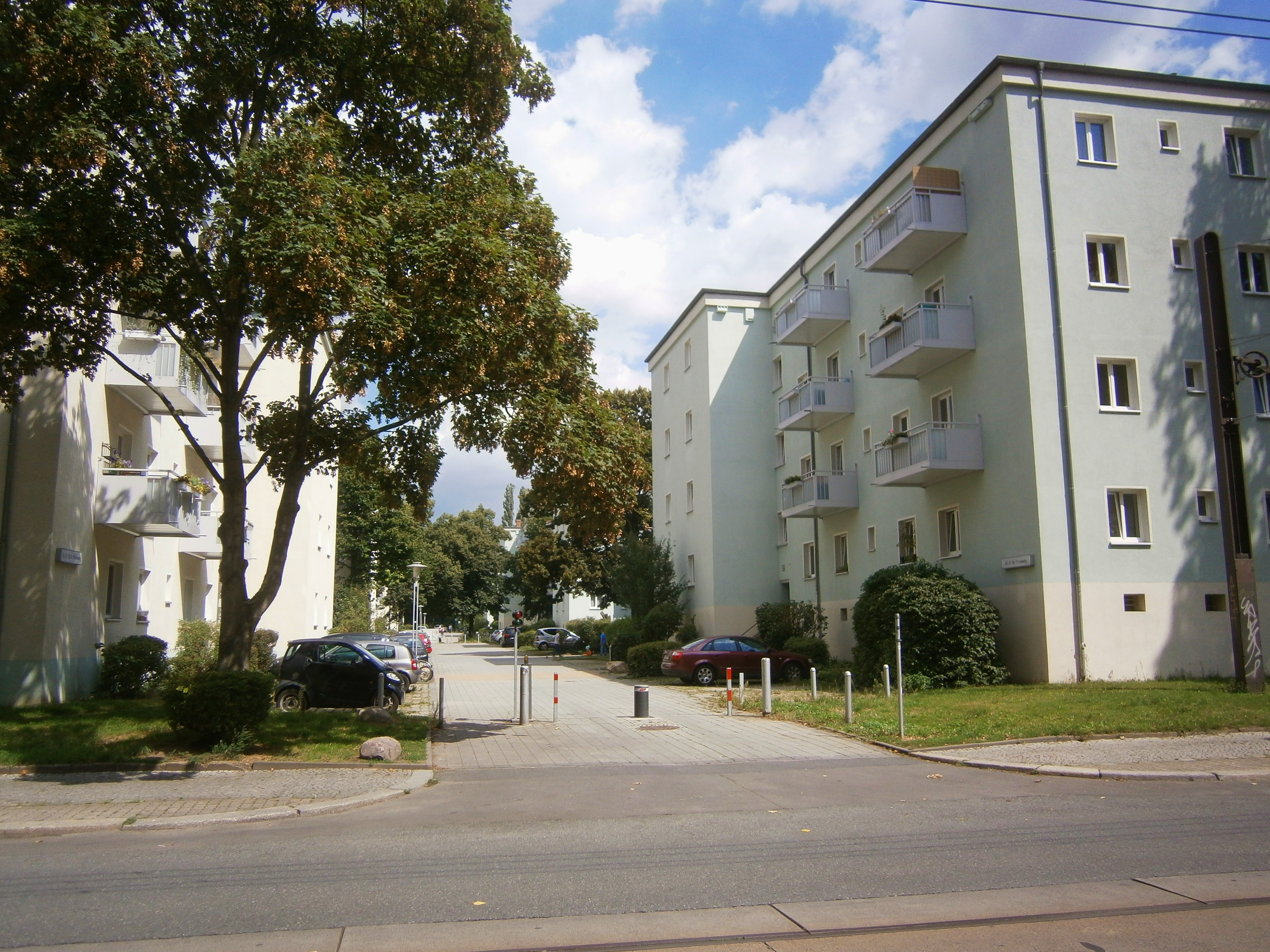
Zugang zum Innenhof mit der Rudolf-Schwarz-Straße

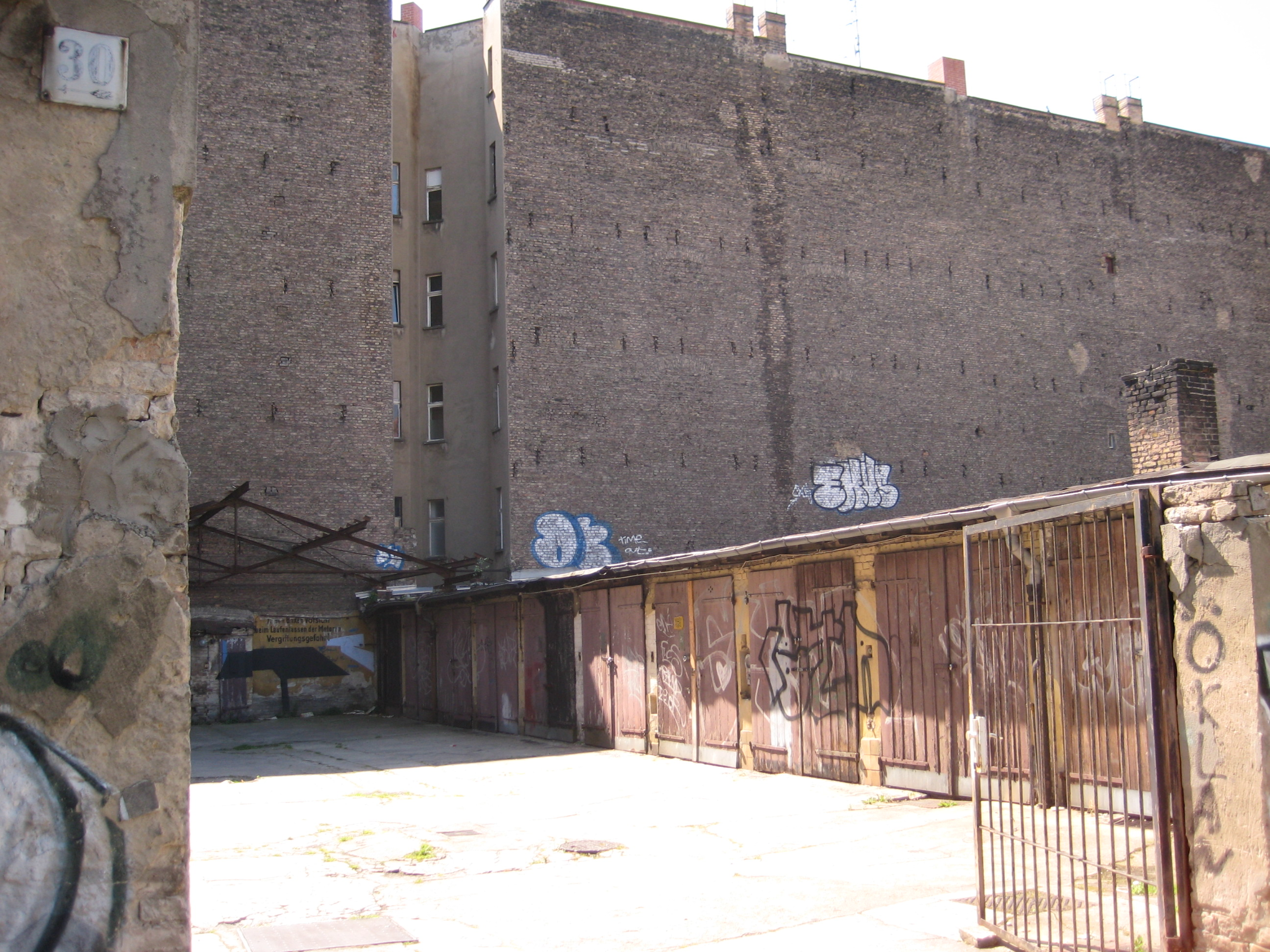
Unsanierter Hof John-Schehr-Straße (2007)
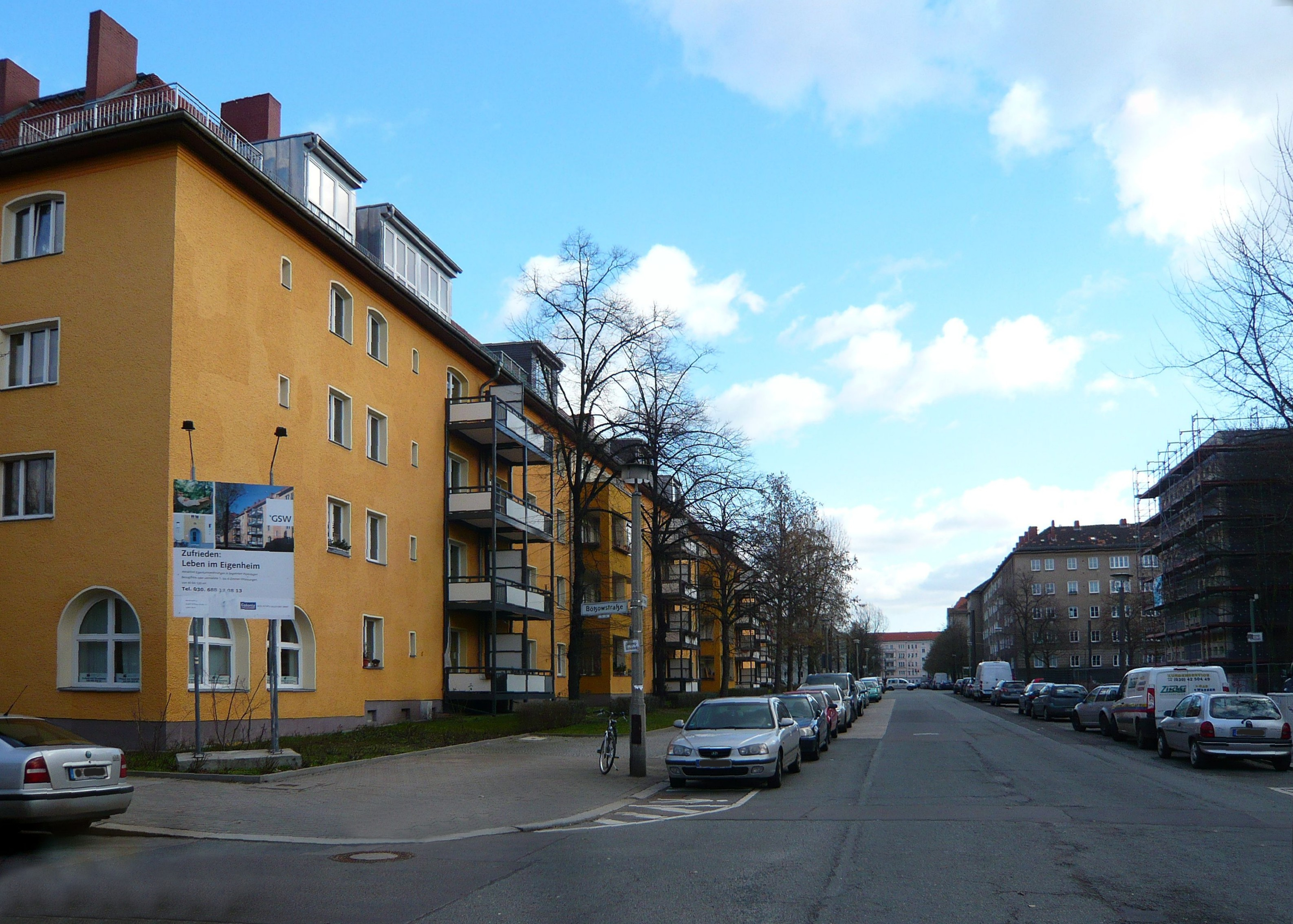
Sanierung in der John-Schehr-/ Bötzowstraße (2011)
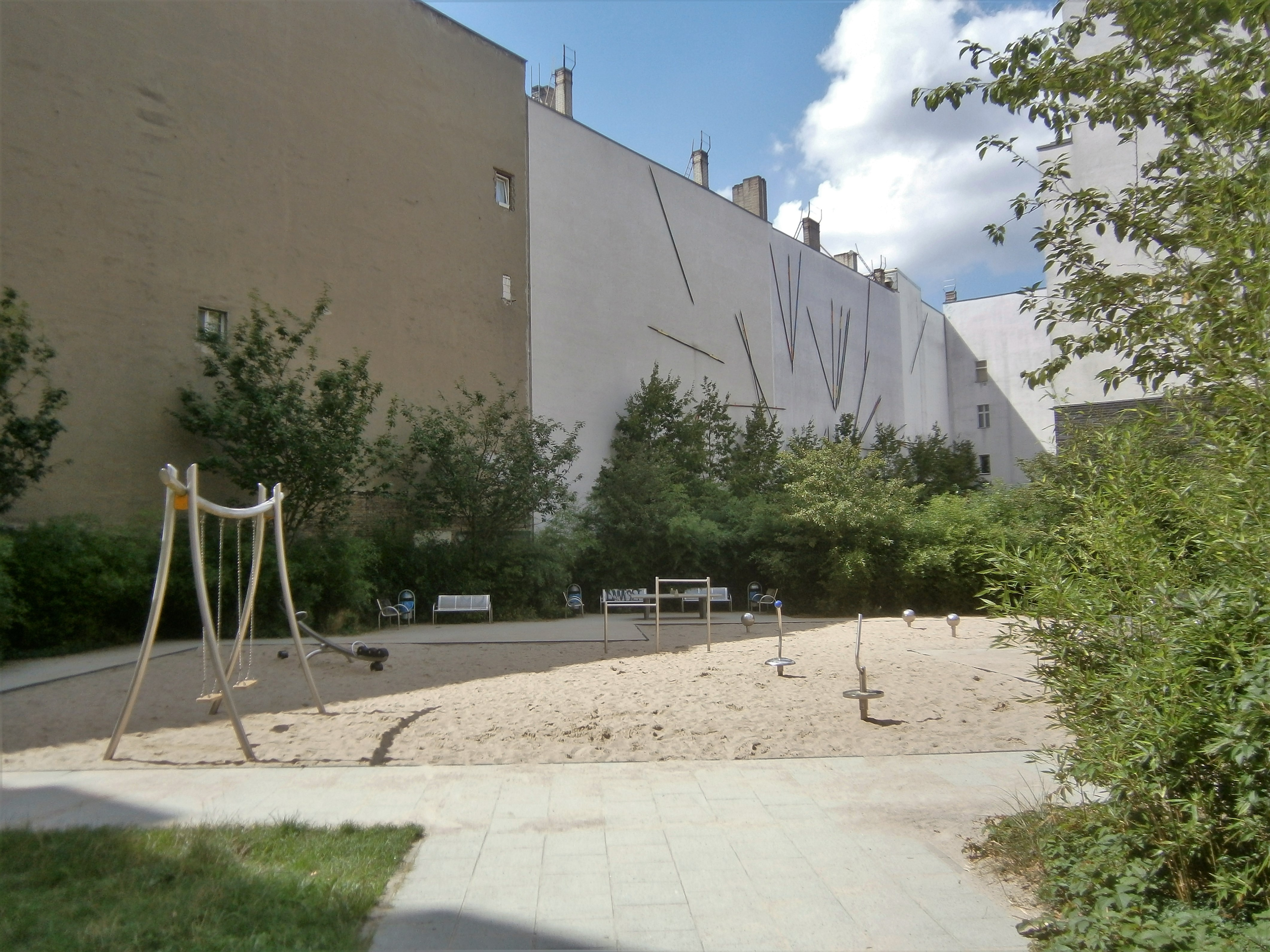
Kinderspielplatz mit den Altbau-Quergebäuden der Danziger Straße (2016)
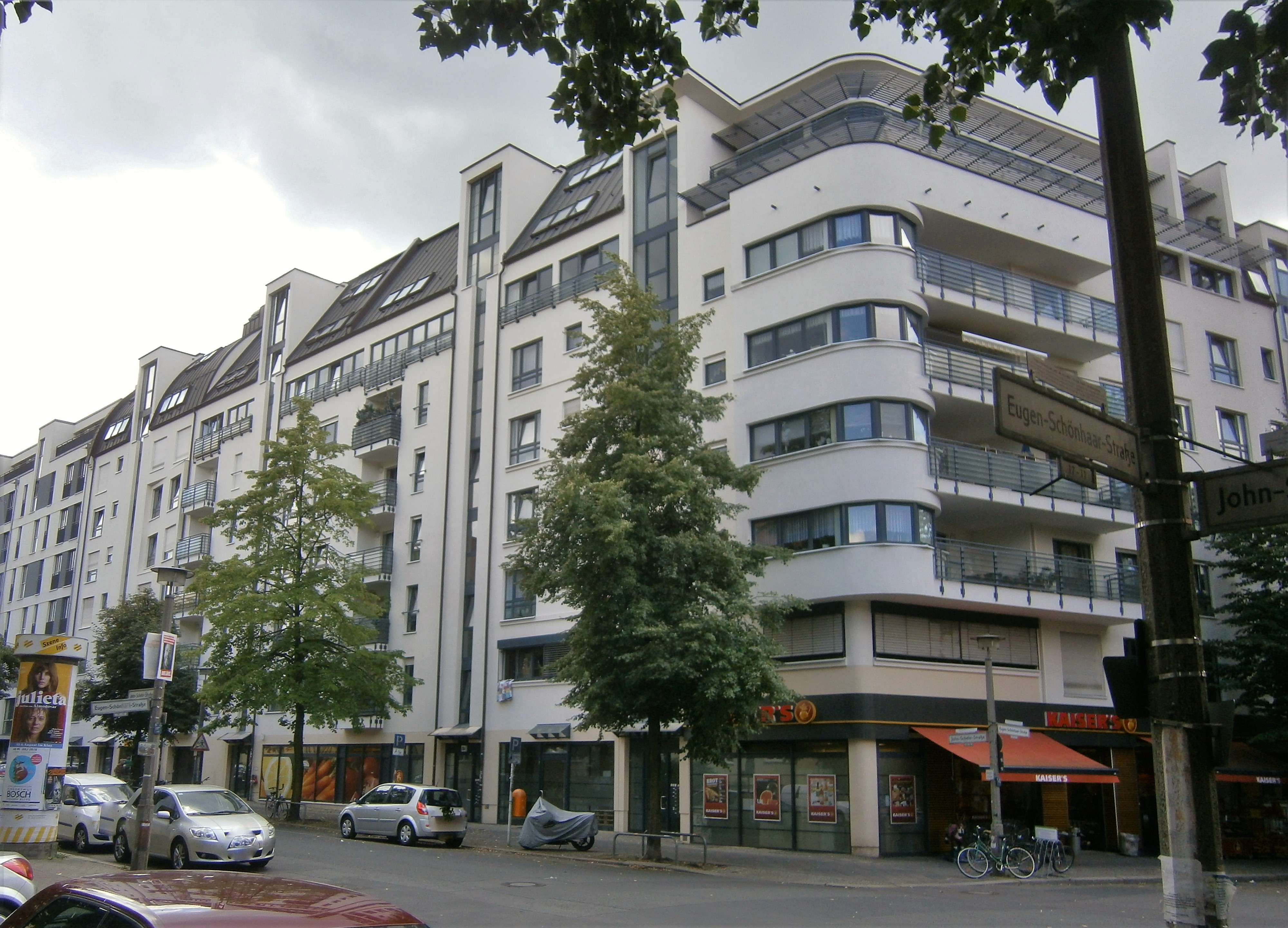
Restbebauung an der John-Schehr-/ Eugen-Schönhaar-Straße (2016)
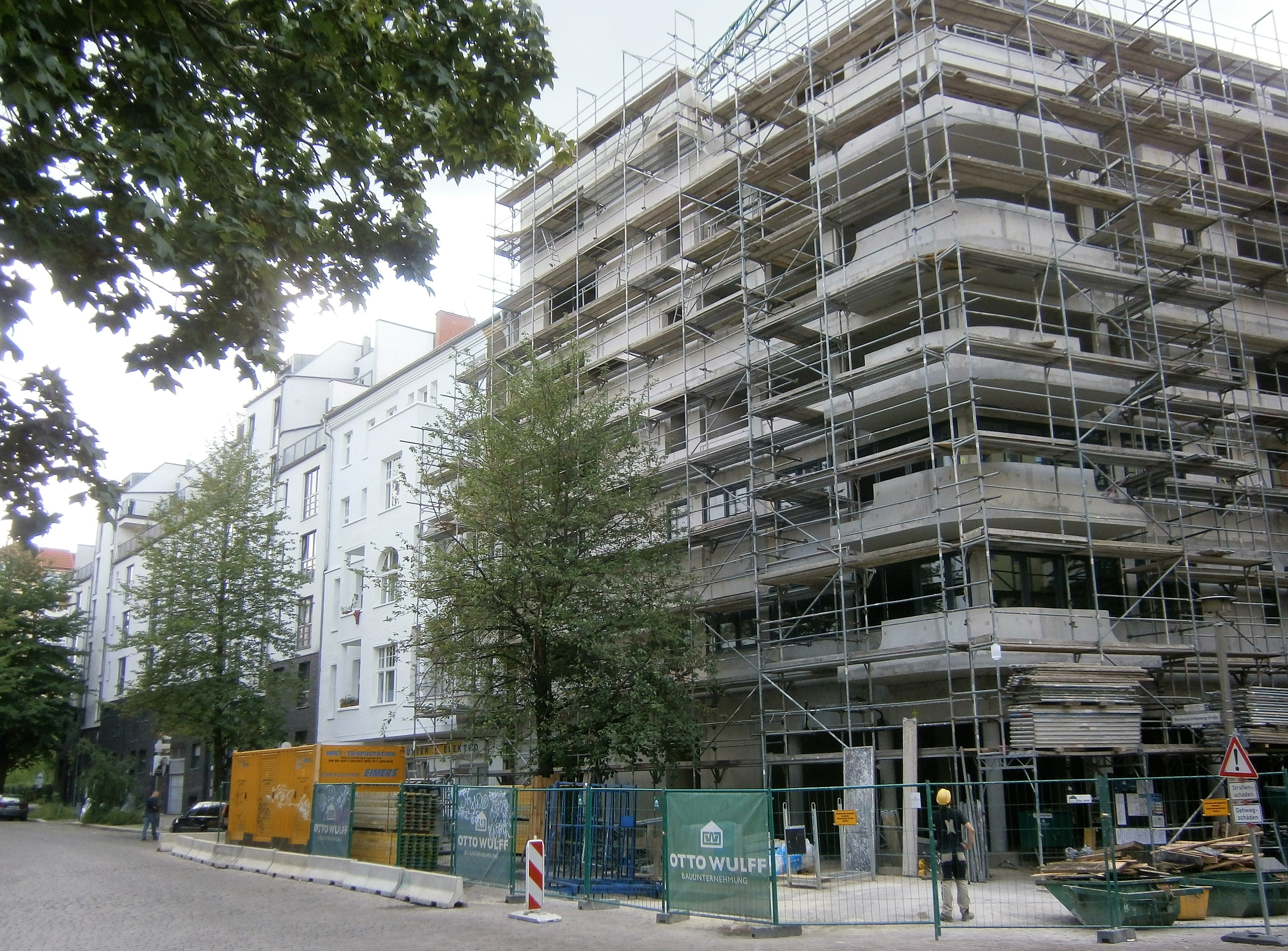
Restbebauung an der Bernhard-Lichtenberg-/ Eugen-Schönhaar-Straße (2016)